# Zelig (film)
Pour les articles homonymes, voir Zelig.
Pour plus de détails, voir Fiche technique et Distribution.
Zelig est un documenteur américain de Woody Allen sorti en 1983.

## Synopsis
Leonard Zelig est un caméléon : en présence de gros, il devient gros ; à côté d'un noir, son teint se fonce ; parmi les médecins, il soutient avoir travaillé à Vienne avec Freud et ainsi de suite.
Les médecins s'intéressent à son cas sans parvenir à en percer le secret. Or, un jour, le Dr Eudora Fletcher le soigne grâce à l’hypnose. Malheureusement pour Zelig, on lui attribue aux quatre coins du pays un rôle d'époux condamné par la société. Il replonge. C'est en Allemagne, alors qu’il joue le rôle d’un nazillon, qu'Eudora, tombée amoureuse de lui, finit par le retrouver.

## Fiche technique
- Titre original : Zelig
- Réalisation : Woody Allen
- Scénario : Woody Allen
- Musique : Dick Hyman
- Photographie : Gordon Willis
- Montage : Susan E. Morse
- Décors : Mel Bourne (en)
- Costumes : Santo Loquasto
- Production : Robert Greenhut
  - Production associée : Michael Peyser
  - Production exécutive : Charles H. Joffe et Jack Rollins
- Société de distribution : Orion Pictures
- Pays de production :  États-Unis
- Langue originale : anglais
- Genre : comédie (faux documentaire parodique)
- Format : couleur et noir et blanc
- Durée : 79 minutes
- Dates de sortie :
  - États-Unis : 15 juillet 1983
  - France : 14 septembre 1983

## Distribution
- Woody Allen (VF : Bernard Murat) : Leonard Zelig
- Mia Farrow (VF : Élisabeth Wiener) : Dr Eudora Nesbitt Fletcher
- John Buckwalter : Dr Sindell
- Patrick Horgan : le narrateur
- Marvin Chatinover : l'endocrinologue
- Stanley Swerdlow : un médecin
- Paul Nevens : Dr Birsky
- Paula Trueman : une femme au téléphone
- Stephanie Farrow : Meryl Fletcher

## Autour du film
- Bien avant la numérisation, Woody Allen a réalisé un exploit technique : son personnage a été intégré dans des archives historiques avec beaucoup de naturel.
- Zelig aborde un sujet cher à la psychologie : l’identification à des personnages de référence pour être aimé ou pour éviter d'être rejeté.
- Dans The Closing of the American Mind, le critique Allan Bloom voit dans le film Zelig l'illustration de l'influence de la philosophie allemande sur l’Amérique, et les effets destructeurs du relativisme culturel européen (value relativism). Il reproche à Woody Allen de critiquer la tradition, de « jouer avec sa judéité, qui apparemment ne revêt aucune dignité à ses yeux », et de n'être « ni drôle ni intéressant lorsqu'il propose le modèle de l'homme psychiquement sain, qui se dirige lui-même de l'intérieur » (the healthy inner-directed man)[1].
- Zelig est aussi une association universitaire sur le campus de l'université de Lausanne dont le nom est un hommage au film.